# Кригер, Лу
Луис Кригер (англ. Louis Criger, 3 февраля 1872, Элкхарт, Индиана — 14 мая 1934, Тусон, Аризона) — американский бейсболист, кэтчер. В составе «Бостон Американс» в 1903 году стал победителем первой в истории Мировой серии.

## Биография
Луис Кригер родился 3 февраля 1872 года на ферме к югу от Элкхарта в штате Индиана. У его родителей Чарльза и Ловины было ещё пять сыновей. Один из братьев Луиса, Элмер, также играл в бейсбол на профессиональном уровне в командах младших лиг. Сам Лу в 1890 году играл за «Элкхарт Лейквьюс» в качестве питчера, но годом позже сменил амплуа. Пять лет он играл в родном городе, а затем получил приглашение от команды Лиги штата Мичиган «Каламазу Казус».
В конце 1896 года Кригер перешёл в команду Национальной лиги «Кливленд Спайдерс». Первую часть сезона 1897 года он был третьим кэтчером клуба, но в июне использовал шанс и проявил себя в игре против «Луисвилл Колонелс», поймав шестерых раннеров соперника при попытке украсть базу. В интервью газете St. Louis Post-Dispatch в 1909 году Лу говорил о том, что разработал новую технику броска, после которой мяч летел подобно бильярдному шару. В 1898 году Кригер стал основным кэтчером «Кливленда», сыграв в 82 матчах сезона. Лу представлял собой пример отличного защитного игрока, не обладающего сильным ударом. Его ценили именно за игру в обороне и хорошее взаимодействие с питчером «Спайдерс» Саем Янгом.
C 1897 по 1908 год Янг и Кригер переходили из команды в команду вместе. В 1908 году издание Sporting Life назвало их батарею одной из самых неразделимых в игре. Ловля мячей, поданных одним из лучших питчеров в истории бейсбола, имела и обратные стороны. Сын Лу, Гарольд, в 1988 году рассказывал что отец иногда подкладывал в перчатку кусок мяса для смягчения удара, но к концу игры оно превращалось в лохмотья. Кригер принимал участие в совершенной игре Янга против Филадельфии 5 мая 1904 года. В 1903 году Лу сыграл во всех восьми матчах Мировой серии против «Питтсбург Пайрэтс», внеся свой вклад в чемпионство «Американс». В 1923 году он рассказал, что перед началом серии ему предлагали 12 000 долларов за сдачу игр. Президент Американской лиги Бэн Джонсон, впечатлённый честностью игрока, назначил Кригеру специальную пенсию.
Пути Янга и Кригера разошлись в 1909 году, когда Лу обменяли в «Сент-Луис Браунс» на Табби Спенсера. В 1910 году он сыграл 27 матчей за «Нью-Йорк Хайлендерс» и некоторое время провёл в команде Американской Ассоциации из Милуоки. В 1912 году он вернулся в «Браунс» в качестве тренера питчеров, но вышел на поле в одной из игр, когда остальные кэтчеры команды оказались травмированы.
До 1909 года Лу вместе с супругой Беллой Луизой и шестью детьми жил в Элкхарте. Затем их семья переехала на собственную ферму в Бейр-Лейк в штате Мичиган. В 1914 году Кригеру был диагностирован туберкулёз, из-за которого пришлось ампутировать левую ногу. В 1920 году они переехали в Неваду, а ещё через четыре года в Аризону в поисках лучшего климата. Летом семья жила во Флагстаффе, а зимы они проводили в Тусоне, где владели пекарней. 
Скончался Лу Кригер 14 мая 1934 года в Тусоне. Он похоронен там же, на кладбище Эвергрин. 